# 人面魚：紅衣小女孩外傳
《人面魚：紅衣小女孩外傳》，是一部改編自台灣的都市傳說、靈異事件「紅衣小女孩」和「人面鱼」的同名電影《紅衣小女孩2》的外傳，故事時間線在《紅衣小女孩》的前面，同時也是前傳。

## 劇情
從台灣家喻戶曉的鄉野傳說「人面魚」為故事主軸，發展出黑虎將軍對抗魔神仔宇宙的外傳故事。

## 演員

### 主要演員
| 演員   | 角色   | 備註                                                        |
| ------ | ------ | ----------------------------------------------------------- |
| 鄭人碩 | 林志成 | 黑虎將軍乩身 林俊凱的父親 與煞魔神決戰後身亡                |
| 徐若瑄 | 黃雅惠 | 音樂家 家豪之母 一位患有精神疾病的失婚媽媽，最後恢復正常    |
| 張書偉 | 阿忠   | 刑事組警官 阿成的朋友 負責調查滅門血案 (也出現在第二段彩蛋) |
| 吳至璿 | 家豪   | 黃雅惠的兒子 將炸魔神仔剩下的小魚撿回家養，造成了後續事件   |

### 其他演員
| 演員     | 角色     | 備註                                                                   |
| -------- | -------- | ---------------------------------------------------------------------- |
| 龍劭華   | 阿龍師   | 林志成的父親 林俊凱的爺爺                                              |
| 陳少卉   | 林俊凱   | 林志成之子 阿龍師之孫 本集為8歲小學生 在紅衣小女孩2為新任虎爺乩身      |
| 高慧君   | 林美華   | 紅衣小女孩（大咏晴）的生母                                             |
| 辛樂兒   | 美玲     | 林志成之妻 林俊凱的母親 因得癌症去世                                   |
| 吳宏修   | 黑狗     | 林志成的徒弟                                                           |
| 闕銘佑   | 胖迪     | 家豪的同學                                                             |
| 蔡武雄   | 洪文雄   | 開頭吃了魚後，中了邪，被鬼附身，殺害了家裡所有的人，並發生一連串的事情 |
| 林正義   | 林正義   | 民俗專家                                                               |
| 鄭可杰   | 中邪少年 |                                                                        |
| 周明宇   | 家豪爸爸 | 家豪的爸爸                                                             |
| 籠田光惠 | 家豪阿姨 | 家豪爸爸的繼室                                                         |
| 汪心珏   | 阿弟     | 洪文雄的兒子 被父親虐待致死                                            |
| 徐麗雲   | 阿婆     | 照顧阿弟的婆婆                                                         |

### 彩蛋
| 演員   | 角色     | 備註             |
| ------ | -------- | ---------------- |
| 黃河   | 何志偉   | 第一段片尾彩蛋。 |
| 許瑋甯 | 沈怡君   | 第一段片尾彩蛋。 |
| 楊丞琳 | 李淑芬   | 第二段片尾彩蛋。 |
| 劉引商 | 何文淑芳 | 第二段片尾彩蛋。 |
| 詹宛儒 | 李雅婷   | 第二段片尾彩蛋。 |

## 製作
2017年《紅衣小女孩2》上映時，導演程偉豪表示《紅衣小女孩3》的故事發展早有計畫，但會受到該部電影票房的影響。
監製曾瀚賢表示，計畫在2018年3月份開拍電影《紅衣小女孩3》，且籌備製作資金已到位，編劇是與上一集相同的簡士耕所負責，而導演改由莊絢維負責執導。由於第3集會出現全新的時間軸及故事線，上一集演員楊丞琳、許瑋甯皆無參與該集電影。但在2018年4月8日，劇組表示會邀請前集演員演出。
2018年4月3日於電影製作公司門口舉行開鏡儀式，將由鄭人碩和徐若瑄擔任男女主角。另外，在《紅衣小女孩2》片中飾演廟公的龍劭華確定參與演出。同月27日宣佈正式片名為《人面魚：紅衣小女孩外傳》，並預計同年5月底電影殺青。

## 拍攝
拍攝前，鄭人碩為了練習演技，選擇在山區墓園讀劇本；至於要演鋼琴老師的徐若瑄，則是練習兩個月的鋼琴演奏。監製曾瀚賢也為所有演員群算過八字，以及請法師看過拍攝現場。
鄭人碩在片中飾演降妖除魔的黑虎將軍，於拍攝期間每日需花費7小時以上的時間繪製手上刺青，以及背誦請神咒。

## 發行
該部電影於2018年金馬國際影展舉行世界首映。2018年11月23日在臺灣戲院上映。

## 票房
台灣方面，首週三天票房為新台幣2488萬元；次週票房累計至新台幣5421萬元；第三週票房累計至新台幣6640萬元；第四週票房累計至新台幣7095萬元；最終全台票房為新台幣7307萬元。

## 獎項及提名
| 類別       | 頒獎日期       | 獎項         | 名字                       | 結果 | 參考   |
| ---------- | -------------- | ------------ | -------------------------- | ---- | ------ |
| 臺北電影獎 | 2019年7月13日  | 最佳女主角   | 徐若瑄                     | 提名 |        |
| 臺北電影獎 | 2019年7月13日  | 最佳剪輯     | 解孟儒                     | 獲獎 |        |
| 臺北電影獎 | 2019年7月13日  | 最佳視覺效果 | 李昭樺、葉仁豪             | 提名 |        |
| 臺北電影獎 | 2019年7月13日  | 最佳海報獎   | 《人面魚：紅衣小女孩外傳》 | 獲獎 |        |
| 金馬獎     | 2019年11月23日 | 最佳視覺效果 | 李昭樺、葉仁豪             | 提名 | [ 26 ] |

## 衍生作品
改編漫畫由臺灣漫畫家木可柯繪製，於2023年5月31日起在「beanfun! 漫畫星 （页面存档备份，存于）」上線。
beanfun! 漫畫星 人面魚：紅衣小女孩外傳 （页面存档备份，存于）

## 外部連結
- 人面魚：紅衣小女孩外傳的Facebook專頁
- 開眼電影網上《人面魚：紅衣小女孩外傳》的資料（繁體中文）
- Yahoo奇摩電影上《人面魚：紅衣小女孩外傳》的資料（繁體中文）
- 豆瓣电影上《人面魚：紅衣小女孩外傳》的資料 （简体中文）
- 互联网电影数据库（IMDb）上《紅衣小女孩外傳: 人面魚》的资料（英文）
- 改編漫畫《人面魚：紅衣小女孩外傳 （页面存档备份，存于）》